# قصر الطوقية
قصر الطوقية قصر أثري تاريخي يقع شمال الدرعية في منطقة الرياض وسط المملكة العربية السعودية.

## الوصف
يقع القصر في شعب من أهم شعاب المنطقة، يسمى (قرى الملقى)، ويسمى أيضًا (قرى عُبيد)، يجري هذا الشعب في منطقة الملقى شمال الدرعية بمسافة 2 كم. أما قصر الطوقية فيقع في الركن الشرقي من مدخل أحد شعاب قرى الملقى، وهو شعب الطوقية الذي لا يتجاوز طوله 1 كم. ويلتقي مع شعب الملقى من جهة الجنوب، في أعلاه تقريبًا، والجزء المتبقي منه هو بناء بالحجر الجيري على أرض مربعة الشكل تقريبًا، إذ إن طول السورين الشرقي والغربي 60 متر و25 متر، والشمالي والجنوبي 15 و26 متر، والملاحظ في القصر وضوح السور الخارجي مع عدم الانتظام في مقاس عرضه. وقد بلغ سمك السور الشرقي 1.40 متر في حين أن السور الشمالي في الجانب الشرقي منه سمكه 1.60 متر بطول 21 متر، والجانب الغربي سمكه 80 سم فقط. وأما السوران الجنوبي والغربي فإن سمك كل منهما 80 سم. ويبلغ ارتفاع بقايا السور الشرقي أكثر من المتر، وهو أكثر الأسوار ارتفاعًا. أما الأسوار والجدران الأخرى، فيبلغ ارتفاعها بين المتر ونصف المتر.
يفتح باب القصر وهو الوحيد في وسط السور الشمالي تقريبًا، بعرض 1.25 متر. وعند الدخول إلى القصر أو على مسافة 90 سم شرق الباب، يوجد جدار يمتد من شمال القصر إلى جنوبه، بعرض 70 سم. هذا الجدار يقسم القصر إلى قسمين: شرقي وغربي، ويفتح منه بابان.